# A mi guitarra
A Mi Guitarra  es el sexto álbum del cantautor mexicano Juan Gabriel,lanzado al mercado por RCA Records el 9 de junio de 1975.
A partir de este disco, las baladas románticas comenzaron a ser una fórmula ideal en Juan Gabriel para alcanzar el impacto sociocultural y plasmar en ellas sentimientos como el amor, el desamor, la pasión y el arrebato. Sin embargo, este álbum es especial, pues en su contenido, el cantautor explora otras temáticas en algunas canciones: componer a su guitarra y agradecerle a ese instrumento por ser el complemento ideal para hacerlo en «A mi guitarra»; «De sol a sol (A mis padres)», una canción biográfica, narrativa y explícita, con arreglos autóctonos de Michoacán; y «Jesucristo, ¿dónde estás?», una rareza controversial que juzga la cercanía de Jesucristo con el mundo, donde pide por la tierra, la gente, los niños y la muerte a través de una alabanza.
Algunos temas se incluyeron en la banda sonora de película En esta primavera, largometraje que protagoniza Juan Gabriel junto a la cantante Estrellita.

## Lista de canciones
Todas las canciones compuestas por Alberto Aguilera Valadez.

| A mi guitarra |                                          |          |  |
| N.º           | Título                                   | Duración |  |
| 1.            | «Te propongo matrimonio»                 | 2:52     |  |
| 2.            | «Cuando seas mi mujer»                   | 3:55     |  |
| 3.            | «Nuestro amor es el más bello del mundo» | 3:09     |  |
| 4.            | «Vives en mí»                            | 3:38     |  |
| 5.            | «Eres difícil de olvidar»                | 3:42     |  |
| 6.            | «A mi guitarra»                          | 3:36     |  |
| 7.            | «Un adiós y lágrimas»                    | 2:45     |  |
| 8.            | «Llegué y me voy»                        | 4:24     |  |
| 9.            | «De sol a sol (A mis padres)»            | 4:08     |  |
| 10.           | «Jesucristo, ¿dónde estás?»              | 4:57     |  |

## Créditos y personal
- Alberto Aguilera Valadez - voz y composición.
- Chucho Ferrer - arreglos y dirección en todos los temas.
- Hermanos Zavala (sin acreditar) - coros.